# Microchaetina rubidiapex
Microchaetina rubidiapex är en tvåvingeart som först beskrevs av Henry J. Reinhard 1942.  Microchaetina rubidiapex ingår i släktet Microchaetina och familjen parasitflugor. Inga underarter finns listade i Catalogue of Life.